# Metroul din Sevilla

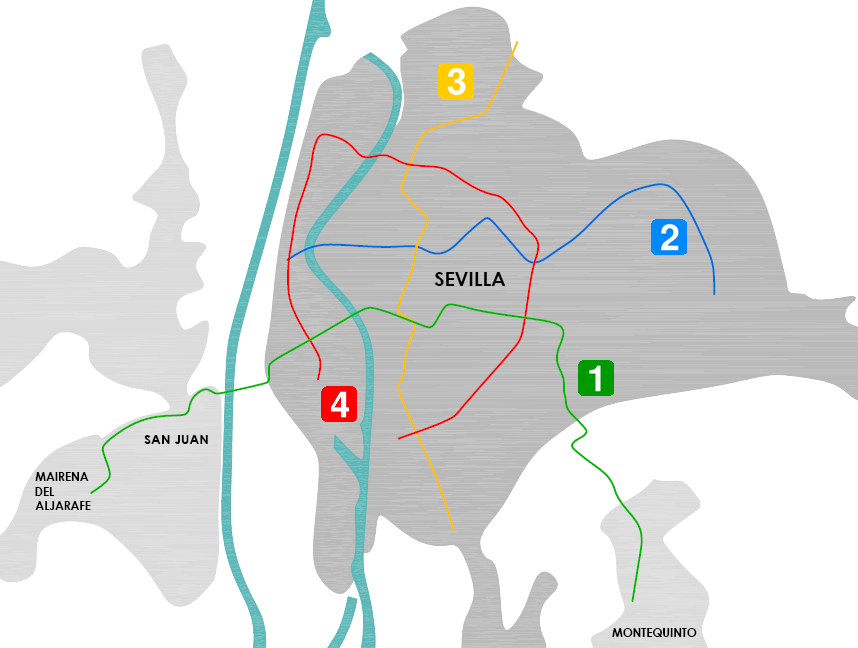
Harta reţelei

Metroul din Sevilla (în spaniolă: Metro de Sevilla) este un sistem de metrou care servește orașul Sevilla, Andaluzia, Spania. Metroul are 22 de stații pe 1 linie, iar 18,2 km de șine vor fi gata până la 30 septembrie 2008.

## Linii
| #       | Rută                           | Anul deschiderii | Lungime | Stații | Platformei |
| Linia 1 | Olivar de Quinto ↔ Ciudad Expo | 2008             | 18,2 km | 22     | 60 m       |
| Linia 2 | Torreblanca ↔ Puerta Triana    | -                | 12,5 km | 17     | 60 m       |
| Linia 3 | Pino Montano ↔ Bermejales      | -                | 11 km   | 17     | 60 m       |
| Linia 4 | Circular                       | -                | 15 km   | 19     | 60 m       |